# Дансуорт, Молли
Молли Кетлин Дансуорт (англ. Molly Kathleen Dunsworth; род. 25 мая 1990 года в Галифаксе, провинция Новая Шотландия, Канада) — канадская актриса, известная по фильму «Бомж с дробовиком», где она сыграла одну из главных ролей вместе с Рутгером Хауэром .

## Ранняя жизнь
Молли Дансуорт родилась и выросла в Новой Шотландии в Канаде, в семье актёра Джона Дансуорта, где она была младшей его дочерью.

## Бомж с дробовиком
«Бомж с дробовиком» — первый художественный фильм, в котором Молли Дансуорт сыграла в главной роли. Она сыграла роль Эбби — проститутки с «золотым сердцем», которая стала помогать бомжу, которого сыграл Рутгер Хауэр, очистить город от преступников, кровожадных маньяков и коррумпированных полицейских, из-за чего она подвергается жестокому насилию. Премьера фильма «Бомж с дробовиком» состоялась 21 января 2011 года на американском кинофестивале Сандэнс в Парк-Сити и был показан по всей Канаде 25 марта 2011 года.

## Фильмография
| Год  | Фильм                        | Название на русском | Роль                            | Примечания                                   |
| ---- | ---------------------------- | ------------------- | ------------------------------- | -------------------------------------------- |
| 2022 | From                         | Извне               | Красивая молодая женщина/Жасмин |                                              |
| 2013 | Bunker 6                     | Бункер-6            | Элис                            |                                              |
| 2013 | Septic Man                   |                     | Шелли                           |                                              |
| 2012 | Room Service                 | Служебная комната   | Девушка                         | (Эпизод)                                     |
| 2012 | Mr. D                        |                     | Ребекка Льюис                   | Эпизод: Job Opportunity, пригашённая актриса |
| 2011 | Jesse Stone: Innocents Lost  |                     | Эмили                           | (ТВ-фильм)                                   |
| 2011 | Hobo with a Shotgun          | Бомж с дробовиком   | Эбби                            |                                              |
| 2010 | Haven                        | Хейвен              | Вики                            | Эпизод: Набросок, приглашённая актриса       |
| 2008 | Treevenge                    | Месть ёлок          | Молли Карпентер                 | (Эпизод)                                     |
| 2008 | The Tenth Circle             |                     | Прохожая девушка № 1            | (ТВ-фильм)                                   |
| 2008 | The Memory Keeper’s Daughter |                     | Девушка — 18 лет                | (ТВ-фильм)                                   |
| 2000 | Deeply                       | В глубине           | Силли (в возрасте 6 лет)        |                                              |